# Norra Fjölatjärnen
Norra Fjölatjärnen är en sjö i Årjängs kommun i Värmland och ingår i Göta älvs huvudavrinningsområde. Sjön är 14,6 meter djup, har en yta på 0,025 kvadratkilometer och befinner sig 251 meter över havet.